# Pillersberg
Pillersberg ist ein Gemeindeteil der Gemeinde Haibach im niederbayrischen Landkreis Straubing-Bogen.

## Geographie
Der Weiler Pillersberg liegt auf der Gemarkung Elisabethszell am dicht bewaldeten Südwesthang  des 912 m ü. NHN hohen Pfarrerbergs auf einer Höhe von 657 m.
Östlich des Ortes entspringt der Ratzingergraben. Südlich und westlich befinden sich ausgedehnte landwirtschaftliche Nutzflächen und das Gelände fällt sanft zu dem Tal des Elisabethszeller Baches hin ab. Dieser entwässert das Gebiet über den Bogenbach zu der knapp 14 km südlich fließenden Donau hin. Die nächstgelegenen Städte sind Viechtach, 11 km nordöstlich und Straubing, 20 km südlich. Fünf Kilometer östlich befindet sich der durch seine Wintersportveranstaltungen bekannte Ort Sankt Englmar am Fuße des Predigtstuhles (1.024 m).

## Geschichte
Pillersberg wurde erstmals 1274 erwähnt in Mon.B. als Pillarsberg. Weitere Nennung um 1305 als Pvllaersperig sowie 1484 Püllersperg. Vermutlich Pers.N. Bolheri.
Im Salbuch von 1629 werden drei Anwesen genannt, davon zwei zum Kloster Windberg gehörige halbe Höfe und ein Anwesen der Hofmark Pürgl.
Das bayerische Urkataster zeigt in den 1810er Jahren als Pillersberg einen Weiler bestehend aus drei Gehöften mit stattlichen Wirtschaftsflächen, die nicht durch Erbfolge zersiedelt waren. Im Matrikel der Diözese Regensburg werden für 1835 bereits vier Häuser mit 34 Seelen erwähnt. Bei der Volkszählung von 1885 wurden sieben Wohngebäude und 53 Einwohner ermittelt. Im Jahr 1987 hatte der Weiler 30 Einwohner, neun Gebäude mit Wohnraum und zwölf Wohnungen.
Einwohnerentwicklung
| Jahr      | 1835 | 1861 | 1871 | 1885 | 1900 | 1925 | 1950 | 1961 | 1970 | 1987 |
| --------- | ---- | ---- | ---- | ---- | ---- | ---- | ---- | ---- | ---- | ---- |
| Einwohner | 34   | 50   | 37   | 53   | 36   | 42   | 22   | 29   | 27   | 30   |

An historischer Bausubstanz erhalten geblieben und als Baudenkmale geschützt sind ein Wohnstallhaus in Pillersberg 2  und ein Einödhof in Pillersberg 8.
Pillersberg war ursprünglich ein Ortsteil der Gemeinde Elisabethszell, die am 1. Januar 1978 im Zuge der Gebietsreform in Bayern nach Haibach eingemeindet wurde.

## Verkehr
Gemeindestraßen verbinden Pillersberg zu der westlich verlaufenden Bayerwaldstraße SR 13 hin. Der ÖPNV bedient den Ort nicht.